# Winston (Montana)
Winston – jednostka osadnicza w Stanach Zjednoczonych, w stanie Montana, w hrabstwie Broadwater.